# Interwencja radziecka na Ukrainie (1919)
Interwencja radziecka na Ukrainie, ofensywa Frontu Ukraińskiego – agresja Rosji Radzieckiej przeciwko Ukraińskiej Republice Ludowej, zaplanowana w listopadzie 1918, po uznaniu przez Radę Komisarzy Ludowych RFSRR traktatu brzeskiego za nieistniejący, a rozpoczęta w pierwszych dniach stycznia 1919 r. operacją charkowską. Jedna z faz wojny ukraińsko-sowieckiej. Jej celem było przyłączenie Ukrainy do RFSRR, co miało dla bolszewików istotne znaczenie gospodarcze, demograficzne i strategiczne, a w dalszej perspektywie opanowanie wybrzeża Morza Czarnego, by uniemożliwić aktywne wsparcie białej Armii Ochotniczej przez Ententę przez porty czarnomorskie. Bolszewicy zamierzali wreszcie rozciągnąć kontrolowany przez siebie obszar maksymalnie w kierunku zachodnim, by móc wesprzeć ruchy rewolucyjne w Europie.
W pierwszych dniach stycznia 1919 r., łącząc siły z lokalnymi oddziałami robotniczymi, wojska 1 Ukraińskiej Dywizji Radzieckiej zajęły Charków, który ogłoszono siedzibą Tymczasowego Rządu Robotniczo-Chłopskiego Ukrainy (przekształconego w końcu miesiąca w Radę Komisarzy Ludowych USRR). Następnie opanowały w szybkim tempie większą część Ukrainy północnej i wschodniej, by 5 lutego 1919 r. bez walki wkroczyć do Kijowa. Rząd Ukraińskiej Republiki Ludowej (Dyrektoriat) przeniósł się do Winnicy, następnie do Kamieńca Podolskiego. Wiosną Armia Czerwona osiągnęła linię Zbrucza, w marcu odpierając kontrofensywę armii URL zagrażającą Kijowowi.
Wprowadzenie przez Radę Komisarzy Ludowych USRR polityki komunizmu wojennego i rekwizycje żywności na potrzeby miast szybko zraziło znaczącą część ukraińskiego chłopstwa do rządów bolszewików. Wybuch szeregu lokalnych powstań, a w maju 1919 r. bunt 20-tysięcznych sił atamana Hryhorjewa, uznającego od stycznia 1919 zwierzchność bolszewickiego dowództwa, uniemożliwiły Armii Czerwonej ostateczne rozbicie sił URL i marsz na zachód, ku Besarabii i Węgrom, gdzie 21 marca 1919 została proklamowana Węgierska Republika Rad. W końcu czerwca Armia Czerwona poniosła serię klęsk w starciach z Armią Ochotniczą Denikina w Donbasie, na Lewobrzeżu oraz nad Morzem Czarnym, tracąc w końcu czerwca 1919 r. Jekaterynosław i Połtawę, a także zdobyte w toku operacji przeciwko interwentom Mikołajów i Odessę. W sierpniu Armia Czerwona uległa również ofensywie połączonych sił armii URL i Ukraińskiej Armii Halickiej (wypartej za Zbrucz przez Wojsko Polskie z Galicji Wschodniej po klęsce w wojnie polsko-ukraińskiej i połączonej z armią URL). 31 sierpnia Kijów został zajęty najpierw przez armię Ukraińskiej Republiki Ludowej, a następnie, po jej wycofaniu się z miasta, przez Siły Zbrojne Południa Rosji.

## Przebieg interwencji

### Plan uderzenia Armii Czerwonej na Ukrainę

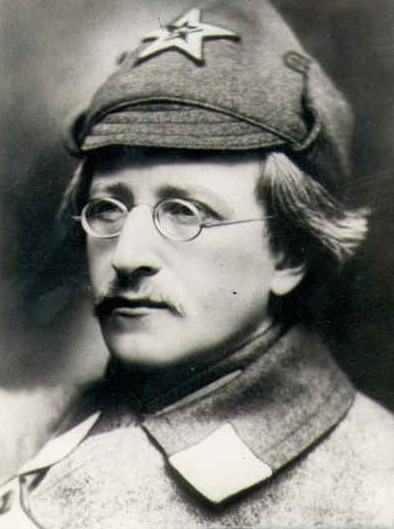
Dowódca Frontu Ukraińskiego Armii Czerwonej Władimir Antonow-Owsiejenko

12 listopada 1918 r., na bezpośrednie polecenie Rady Komisarzy Ludowych, Rada Rewolucyjno-Wojskowa Rosyjskiej FSRR na czele z Lwem Trockim odwołała Władimira Antonowa-Owsiejenkę z Frontu Uralskiego i wydała mu rozkaz przygotowania w ciągu dziesięciu dni ofensywy w kierunku ukraińskim. Natychmiast utworzona została Ukraińska Rada Rewolucyjno-Wojskowa, do której weszli Antonow-Owsiejenko, Józef Stalin, Wołodymyr Zatonski oraz Jurij Piatakow. W ciągu kolejnych dwóch dni Antonow-Owsiejenko opracował plan ofensywy. Opierał się on na założeniu, iż w pierwszej kolejności siły bolszewików powinny opanować miasta, ośrodki przemysłowe, porty, węzły kolejowe, co zapewniłoby niezbędne zasoby, a równocześnie gwarantowałoby możliwość pozyskiwania poparcia robotników. W pierwszym ruchu Antonow-Owsiejenko planował uderzenie na Charków, który stałby się następnie bazą wypadową do marszu na Donbas. Drugim krokiem miało być zdobycie Kijowa, zaś w trzeciej kolejności Armia Czerwona miała opanować południe Ukrainy i wybrzeże Morza Czarnego, w tym kluczowe ośrodki – Mikołajów i Odessę. Jako że głównodowodzący Armii Czerwonej Jukums Vacietis przyjął plan Antonowa-Owsiejenki bez poprawek, ten uznał, iż otrzyma w toku działań wszystkie niezbędne uzupełnienia (w tym pociągi pancerne) i zaopatrzenie. W szczególności dowódca bolszewickiego Frontu Ukraińskiego spodziewał się, że do jego dyspozycji oddana będzie tworzona właśnie w rejonie Kurska Armia Rezerwowa pod dowództwem Wasilija Głagolewa. Vacietis wyznaczył jej jednak zupełnie inne zadania – udział w obronie Woroneża przed białymi Kozakami dońskimi Piotra Krasnowa oraz Armią Ochotniczą Antona Denikina. Było to zgodne z oczekiwaniami Lenina – podczas gdy Trocki był przekonany, że zajęcie Ukrainy powinno być dla Armii Czerwonej priorytetem, przewodniczący Rady Komisarzy Ludowych za bardziej istotne uważał odparcie bezpośrednich zagrożeń dla Frontów Południowego (a więc walkę z Krasnowem i Denikinem) i Uralskiego (gdzie bolszewikom zagrażała Armia Rosyjska adm. Aleksandra Kołczaka). Dodatkowym źródłem konfliktów między Vacietisem a Ukraińską Radą Rewolucyjno-Wojskową było przekonanie Stalina, Zatonskiego i Piatakowa, iż wykonują zadanie o szczególnym znaczeniu, niezależne od innych operacji prowadzonych przez Front Południowy.
Do dyspozycji Antonowa-Owsiejenki oddano początkowo 1 i 2 ukraińską dywizję powstańczą (w grudniu przemianowane na radzieckie), a także 9 dywizję, do której stale napływali nowi ochotnicy, lecz która wymagała pilnych uzupełnień w sprzęcie i zaopatrzeniu. Również dwie radzieckie dywizje ukraińskie, sformowane w połowie 1918 r. przez ukraińskich bolszewików w celu walki z rządem Skoropadskiego i wspierającymi go Niemcami, nie przedstawiały wysokiej wartości bojowej. Wielu ochotników, którzy przyłączyli się do nich w czasie formowania, zamierzało walczyć jedynie w rejonie własnych miejsc zamieszkania i zdezerterowało, gdy walki przenosiły się w inne rejony.
20 listopada Antonow-Owsiejenko skierował rozkazy zarówno do jednostek liniowych Armii Czerwonej, jak i do sprzyjających bolszewikom nieregularnych oddziałów na Ukrainie (uczestniczących w powstaniu antyhetmańskim i uznających, przynajmniej formalnie, zwierzchność Wszechukraińskiego Centralnego Komitetu Wojskowo-Rewolucyjnego). Oddziałom rewolucyjnym w Homlu polecił utrzymać kontrolę nad miastem, by nie dopuścić do ruchów antybolszewickich sił z Kijowa w kierunku Kurska i Briańska. Tym, które działały w regionie Jekaterynosławia i Charkowa polecono wszczęcie lokalnych buntów i w miarę możliwości opanowywanie mniejszych miast, by ułatwić marsz Armii Czerwonej na południe, pomóc w zdobyciu Charkowa, a w dalszej perspektywie Mikołajowa. Zwolenników bolszewików na północy Donbasu wzywano do organizacji partyzantki i opanowania północnej części regionu, zaś tych, którzy znajdowali się na Krymie – do przygotowania się do odparcia ewentualnej interwencji aliantów na półwyspie. W listopadzie 1918 r. w miastach na wschodniej Ukrainie (Charków, Połtawa, Jekaterynosław, miasta Donbasu) wybuchła fala strajków, oddziały partyzanckie działały również poza miastami. Tymczasem 21 listopada Vacietis rozkazał Antonowowi-Owsiejence skupienie się na rozbudowie i szkoleniu wojsk oraz wydzielenie grupy uderzeniowej, która miałaby uderzyć na siły Piotra Krasnowa pod Millerowem; oddziały Kozaków dońskich za zgodą ustępujących Niemców przejmowały z ich rąk kontrolę nad Donbasem.
Dowódca Frontu Ukraińskiego postanowił zignorować rozkazy naczelnego dowództwa, dowiedziawszy się o lądowaniu pierwszych alianckich okrętów w Odessie, a także obrażony tonem i sformułowaniami zawartymi w dyrektywach Vacietisa, i poprowadzić ofensywę według własnej koncepcji. Równocześnie Piatakow i Zatonski przystąpili do tworzenia bolszewickiego rządu dla Ukrainy, chociaż jeszcze w październiku 1918 r. rząd bolszewicki zawarł z liderem ukraińskich socjalistów, a od 14 listopada 1918 r. członkiem rządzącego Ukrainą Dyrektoriatu, Wołodymyrem Wynnyczenką porozumienie, w myśl którego miał nie wtrącać się w sprawy wewnętrzne Ukraińskiej Republiki Ludowej, w zamian za zgodę na legalne działanie partii komunistycznej w jej granicach. Zdecydowano jednak o podjęciu zbrojnej interwencji. Marionetkowy Tymczasowy Robotniczo-Chłopski Rząd Ukrainy z Piatakowem na czele został utworzony 28 listopada 1918 r. w Kursku.

### Przebieg interwencji

#### Zdobycie Charkowa
W grudniu 1918 r. przekazane do dyspozycji Antonowa-Owsiejenki radzieckie dywizje ukraińskie, liczące prawdopodobnie od ok. 5 tys. żołnierzy każda, nadal nie były pełnowartościowymi regularnymi formacjami. Składały się z niezdyscyplinowanych, działających w znacznej mierze na własną rękę oddziałów. Wśród ich dowódców byli zarówno ideowi komuniści, jak i zwykli awanturnicy czy chłopi liczący na wzbogacenie się drogą rabunku. Jedna trzecia czerwonych żołnierzy i partyzantów nie miała w ogóle broni. Przed rozpoczęciem działań zbrojnych Antonow-Owsiejenko pozbawił dowództwa najbardziej skompromitowanych dowódców, nigdy jednak nie miał całkowitej kontroli nad jednostkami wchodzącymi w skład jego frontu.
Dalsze spory Antonowa-Owsiejenki z Vacietisem, dotyczące kompetencji i taktyki, trwały przez niemal cały grudzień 1918 r. Ostatecznie 2 stycznia 1919 r. Antonow-Owsiejenko podjął samodzielnie decyzję o rozpoczęciu marszu na Charków, dowiedziawszy się, że z miasta wycofują się ostatnie jednostki niemieckie, a robotnicze oddziały bolszewickie szykują się do wszczęcia zbrojnego powstania. 3 stycznia 1918 r. 1 ukraińska dywizja radziecka wkroczyła do Charkowa. Następnego dnia formalnie utworzony został Front Ukraiński z Antonowem-Owsiejenką jako dowódcą. Do Frontu przyłączono Armię Rezerwową, a Wasilija Głagolewa mianowano szefem sztabu frontu. Znaczna część partyzanckich oddziałów chłopskich na Ukrainie, walczących wcześniej z Niemcami i sympatyzującymi z Petlurą, przechodziła, pod wpływem bolszewickiej agitacji, na stronę radziecką. Do walki po stronie Armii Czerwonej przyłączał się również miejski proletariat nieukraińskiego pochodzenia.

#### Zdobycie Połtawy, Jekaterynosławia i Kijowa
Po zdobyciu Charkowa ofensywa Frontu Ukraińskiego znacząco przyspieszyła. 12 stycznia 1919 r. Armia Czerwona zajęła Czernihów, 20 stycznia zwycięsko zakończyła szesnastodniową bitwę o Połtawę, której broniły jednostki Korpusu Zaporoskiego. Jednostki 2 ukraińskiej dywizji radzieckiej dowodzone przez Pawła Dybienkę wkroczyły do Jekaterynosławia, o który wcześniej zacięte walki toczyli petlurowcy i machnowcy. 18 stycznia 1919 r. Antonow-Owsiejenko, który przeniósł swoją kwaterę z Kurska do Czernihowa, przyspieszył przygotowania do marszu na Kijów. Spodziewał się, że alianci, którzy wylądowali w Odessie i na Krymie, zamierzają również, wspierając Armię Ochotniczą gen. Denikina, rozpocząć ofensywę w tym samym kierunku. Negocjacje Dyrektoriatu z Francuzami w sprawie aktywnej pomocy wojskowej zakończyły się jednak odmową Francuzów.

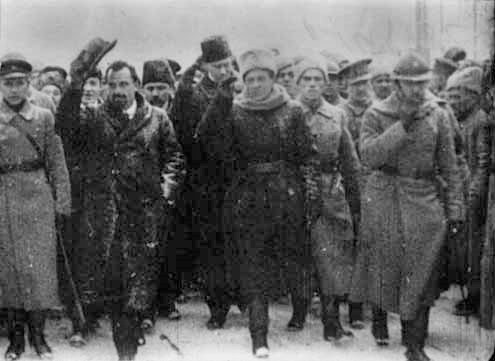
Czołowi politycy Dyrektoriatu: Semen Petlura i Wołodymyr Wynnyczenko

W obliczu inwazji przekreślającej wcześniejsze porozumienia, traktując marsz Armii Czerwonej jako wyraz rosyjskiego imperializmu, ukraińscy socjaliści Wynnyczenki poparli obronę kraju. Skuteczne odparcie marszu Frontu Ukraińskiego okazało się jednak niemożliwe, gdyż siły wierne Dyrektoriatowi topniały z każdym dniem, ukraiński ruch narodowy nie miał szerokiej bazy społecznej, będąc domeną głównie wąskiej warstwy inteligencji. Do tego Dyrektoriat osłabiały wewnętrzne spory między narodowcami i socjalistami. Pod koniec stycznia lojalność wobec ukraińskiego rządu zachowało jedynie 21 tys. żołnierzy. 23 stycznia Semen Petlura rozpoczął ewakuację personelu wojskowego ze stolicy, by uniknąć bitwy, której wynik byłby z góry przesądzony. Tymczasem oddziały bolszewików nadal rosły, po zajęciu Charkowa sama tylko 1 Ukraińska Dywizja Radziecka osiągnęła stan powyżej 10 tys. żołnierzy. Stolica Ukrainy została bez walki zajęta przez 1 ukraińską dywizję radziecką 5 lutego. Wcześniej, 29 stycznia 1919 r. Tymczasowy Rząd Robotniczo-Chłopski został przekształcony w Radę Komisarzy Ludowych Ukraińskiej Socjalistycznej Republiki Radzieckiej z Christianem Rakowskim na czele. Dyrektoriat przeniósł się do Winnicy, a następnie do Kamieńca Podolskiego.
Do końca stycznia Armia Czerwona opanowała również całość Ukrainy Lewobrzeżnej. Na początku lutego oddziały partyzanckie sprzymierzone z Armią Czerwoną zajęły Znamiankę, Krzywy Róg, Dołhyncewe. W Jelizawietgradzie wybuchło powstanie robotnicze, którego uczestnicy po połączeniu sił z partyzantami opanowali miasto. 12 lutego zajęty został Nowomyrhorod. Armia Czerwona kontynuowała marsz na południe i zachód, na obszary kontrolowane przez interwencyjne oddziały francuskie, greckie, brytyjskie.
W lutym 1919 r. liczące 200 tys. osób siły anarchistów Nestora Machno zostały włączone do Armii Czerwonej. Na stronę bolszewików przeszedł również ataman Matwij Hryhorjew, którego Dywizja Włościańska dotąd formalnie uznawała dowództwo Grupy Południowej Armii Czynnej URL.
Równocześnie z działaniami prowadzonymi przeciwko URL od stycznia do czerwca 1919 r. (najbardziej zacięte walki w marcu i kwietniu) Armia Czerwona toczyła bitwę o Donbas z białą Armią Ochotniczą.

#### Dalsze działania ofensywne Armii Czerwonej i kontrofensywa armii Ukraińskiej Republiki Ludowej
Po zajęciu Kijowa Armia Czerwona kontynuowała działania ofensywne na trzech kierunkach. Grupa Północna zmierzała z Mozyrza w kierunku Korostenia oraz z Łunińca przez Sarny w kierunku Równego, by uniemożliwić połączenie sił Ukraińskiej Republiki Ludowej z Ukraińską Armią Halicką. Grupa Południowa, wsparta przez siły atamana Hryhorjewa miała na celu odcięcie wojsk URL od ewentualnej pomocy aliantów i atakowała z rejonu Jekaterynosławia i Krzemieńczuku wzdłuż linii Żmerynka-Koziatyn-Birzula. Trzecia grupa kierowała się z Kijowa wzdłuż linii Berdyczów-Koziatyn-Żmerynka, by nie dopuścić do połączenia się północnego i południowego skrzydła armii Ukraińskiej Republiki Ludowej. Na Wołyniu i Podolu utrzymywały się wojska ukraińskie, jednak byt ukraińskiego państwa, toczącego równocześnie wojnę z Polską, a od południa odciętego od Morza Czarnego przez siły francuskiego, wydawał się przesądzony. W połowie lutego pod komendą Antonowa-Owsiejenki było 46 tys. żołnierzy oraz 14 tys. partyzantów. Oddziały regularnej armii nadal pozostawały jednak niedostatecznie zdyscyplinowane i wyszkolone, brakowało kompetentnych oficerów i komisarzy. Z kolei lojalność formacji partyzanckich wobec bolszewickiego dowództwa była niepewna, oddziały te niejednokrotnie dokonywały rabunków i mordów na Żydach, czy nawet na lokalnych nowo przybyłych radzieckich urzędnikach. Wiosną 1919 r. armia Ukraińskiej Republiki Ludowej wycofała się w okolice Kamieńca Podolskiego i zachodniego Wołynia, Armia Czerwona dotarła do linii Zbrucza.
Wprowadzenie przez rząd Rakowskiego polityki komunizmu wojennego, rekwizycje i wprowadzenie na wieś instytucji kombiedów szybko zraziło znaczącą część ukraińskiego chłopstwa do rządów bolszewików. Rakowski niechętnie odnosił się również do możliwości współpracy z ukraińskimi lewicowymi eserowcami (borotbistami) działającymi niezależnie od partii bolszewickiej. W rezultacie na wsi doszło do serii powstań chłopskich przeciwko nowym władzom. Rekonstrukcja rządu USRR i wprowadzenie do niego przedstawicieli borotbistów tylko częściowo uspokoiło sytuację. Kierowani z Moskwy urzędnicy i aktywiści partyjni, nie rozumiejąc lokalnych realiów, przyczyniali się do narastania antagonizmów.

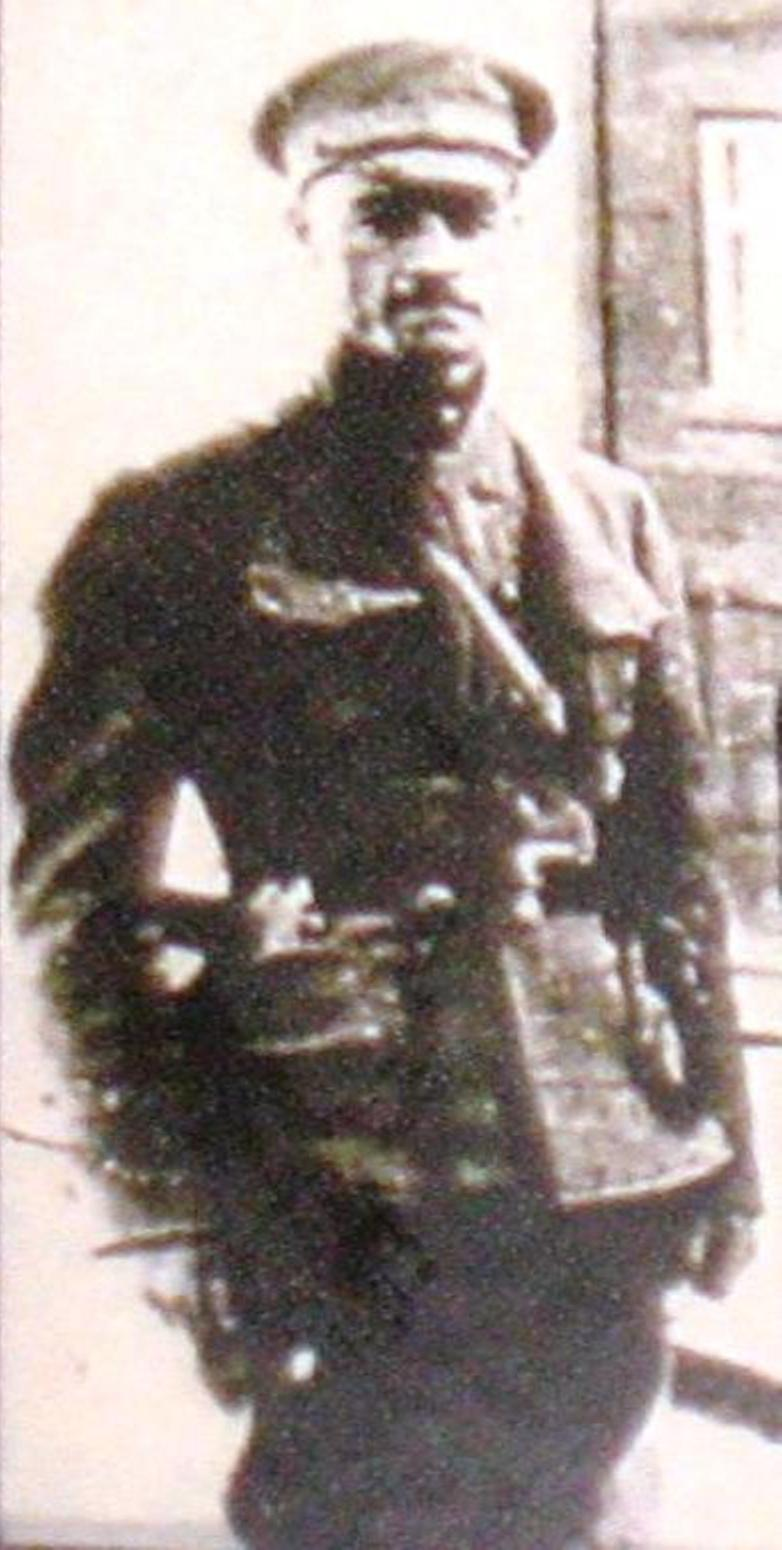
Matwij Hryhorjew

W marcu 1919 r. armia Ukraińskiej Republiki Ludowej ruszyła do kontrofensywy, pokonując Armię Czerwoną  wzdłuż linii Koziatyn-Berdyczów. Była bliska zrealizowania swojego celu, jakim było odzyskanie Kijowa. W kwietniu Armia Czerwona przeszła do kontruderzenia, zajmując Żmerynkę i odcinając południową flankę sił Ukraińskiej Republiki Ludowej od trzonu wojsk. Armia ukraińska została zepchnięta na wąski pas terytorium o przeciętnej szerokości 40–50 km w regionie Brodów i Dubna, a próba puczu dokonana przez jednego z oficerów, Wołodymyra Oskiłkę, tym bardziej ją osłabiła.
W maju 1919 r. doszło do najpoważniejszego wystąpienia przeciwko rządowi radzieckiemu na centralnej i południowej Ukrainie – ataman Matwij Hryhorjew zbuntował się z kolei przeciwko dowództwu Frontu Ukraińskiego i rządowi Ukraińskiej SRR. Jego siły liczyły 20 tys. żołnierzy, 10 pociągów pancernych i 700 karabinów maszynowych, co pozwoliło mu na trzy tygodnie opanować obszar z Jekaterynosławiem, Jelizawietgradem, Chersoniem, Krzemieńczukiem, Mikołajowem, Czerkasami, Aleksandrią i Krzywym Rogiem.
Konieczność walki z Grigorjewem zmusiła dowództwo Frontu Ukraińskiego do rezygnacji z dalszej ofensywy w kierunku południowo-zachodnim, uniemożliwiając wkroczenie do Besarabii i Galicji Wschodniej i następnie wsparcie militarne proklamowanej 21 marca 1919 Węgierskiej Republiki Rad.

### Kontrofensywa armii URL
W czerwcu 1919 r., po zawarciu zawieszenia broni z Polską i przegrupowaniu, licząca 15 tys. żołnierzy Armia Czynna URL przeszła do nowej kontrofensywy. Na początku miesiąca ponownie opanowała Podole z Kamieńcem Podolskim. W końcu miesiąca Armia Czerwona odniosła jednak nowe zwycięstwo, zajmując Płoskirów i zbliżając się do Kamieńca. Nowy sukces armia URL odniosła po tym, gdy dołączyły do niej oddziały Jurija Tiutiunnyka, należące wcześniej do grupy Hryhorjewa. Kontrofensywa wojsk ukraińskich osiągnęła linię Horodok-Jarmolińce-Szarhorod-Dunajowce-Nowa Uszyca-Wapniarka. Po tym nastąpiło połączenie Armii Czynnej URL z Ukraińską Armią Halicką, co pozwoliło zgromadzić 85 tys. żołnierzy i 15 tys. partyzantów. W tym samym czasie Armia Czerwona poniosła serię klęsk w walce z Armią Ochotniczą. Na początku czerwca niewątpliwa była już jej przegrana w bitwie o Donbas, ponadto 27 czerwca bolszewicy stracili Charków, 28 czerwca – Jekaterynosław, a następnie również Połtawę, Mikołajów i Odessę.
W sierpniu 1919 r. wojska ukraińskie przeprowadziły udaną ofensywę na kierunku kijowskim, zajmując kolejno 12 sierpnia Winnicę, 14 sierpnia – Starokonstantynów, 19 sierpnia – Berdyczów i 21 sierpnia – Żytomierz. 31 sierpnia ukraińskie oddziały gen. Tarnowskiego wkroczyły do opuszczonego wcześniej przez bolszewików Kijowa, kilka godzin później do miasta dotarły również oddziały białych dowodzone przez Nikołaja Bredowa. Wobec nieobsadzenia przez oddziały ukraińskie mostów na Dnieprze wymusił on oddanie miasta w ręce białych. Konflikt między URL a Denikinem umożliwił bolszewikom przerzucenie części sił z regionu jekaterynosławskiego na Prawobrzeże, w okolice Żytomierza i kontynuowanie walk z siłami Petlury.